# Седма влада Николе Пашића
Седма влада Николе Пашића је била влада Краљевине Србије од 24. октобра 1909. до 7. јула 1911.

## Чланови владе
| Функција                                               | Слика             | Име и презиме          | Детаљи            |
| ------------------------------------------------------ | ----------------- | ---------------------- | ----------------- |
| Председник Министарског савета и министар без портфеља |                   | Никола Пашић           |                   |
| Министар иностраних дела                               |                   | Милован Ђ. Миловановић |                   |
| Министар унутрашњих дела                               |                   | Љубомир Јовановић      | до 12/25.9.1910.  |
| Министар унутрашњих дела                               |                   | Стојан М. Протић       | заступник         |
| Министар правде                                        |                   | Коста Тимотијевић      |                   |
| Министар финансија                                     |                   | Стојан М. Протић       |                   |
| Министар просвете и црквених дела                      |                   | Јован Жујовић          | до 12/25.9.1910.  |
| Министар просвете и црквених дела                      |                   | Јаша М. Продановић     | заступник         |
| Министар војни                                         |                   | Милутин П. Мариновић   | до 4/17.3.1910.   |
| Министар војни                                         |                   | Илија М. Гојковић      | до 24.2/9.3.1911. |
| Министар војни                                         | Степан Степановић |                        |                   |
| Министар грађевина                                     |                   | Велислав Вуловић       |                   |
| Министар народне привреде                              |                   | Јаша М. Продановић     |                   |